# Заокский (городское поселение)
Городско́е поселе́ние рабочий посёлок Заокский — муниципальное образование в Заокском районе Тульской области Российской Федерации.
Административный центр — рабочий посёлок Заокский.

## История
Статус и границы городского поселения установлены Законом Тульской области от 3 марта 2005 года № 536-ЗТО «О переименовании муниципального образования Заокский район Тульской области Российской Федерации, установлении границ, наделении статусом и определении административных центров муниципальных образований на территории Заокского Района Тульской области»

## Население
| 2010  | 2012  | 2013  | 2014  | 2015  | 2016  | 2017  |
| ----- | ----- | ----- | ----- | ----- | ----- | ----- |
| 7153  | ↗7171 | ↗7216 | ↘7064 | ↘6959 | ↘6836 | ↘6732 |
| 2018  | 2019  | 2020  | 2021  |       |       |       |
| ↘6570 | ↗6598 | ↘6529 | ↘6528 |       |       |       |

## Состав городского поселения
| № | Населённый пункт       | Тип населённого пункта                  | Население |
| - | ---------------------- | --------------------------------------- | --------- |
| 1 | Заокский               | рабочий посёлок, административный центр | ↘6464     |
| 2 | Нечаевское Лесничество | деревня                                 | 0         |
| 3 | Никольское             | деревня                                 | 19        |
| 4 | Татарские Хутора       | деревня                                 | 17        |